# Heiner Brand
Heiner Brand (ur. 26 lipca 1952 w Gummersbach) – piłkarz ręczny, reprezentant Niemiec w piłce ręcznej.
Na igrzyskach olimpijskich w 1976 roku zajął z drużyną 4. miejsce, zdobył 20 goli i zagrał we wszystkich sześciu meczach.
Od 1997 roku prowadzi reprezentację Niemiec. Jest jedyną osobą, która zdobyła mistrzostwo świata w piłce ręcznej jako zawodnik i trener. Jako zawodnik dokonał tego wyczynu na mistrzostwach świata w 1978 roku, jako trener w 2007 roku, gdzie w finale jego zespół pokonał reprezentację Polski, prowadzoną przez Bogdana Wentę.
Prowadził drużynę niemiecką na mistrzostwach świata w 2009 roku w Chorwacji. Jego drużyna została wyeliminowana w fazie zasadniczej.